# 住吉村 (石川県)
住吉村（すみよしむら）は、石川県鳳至郡に存在した村である。

## 地理

### 隣接していた市町村
- 町
  - 穴水町・鵜川町
- 村
  - 三井村・兜村

## 歴史

### 沿革
- 1933年（昭和8年）7月1日 鳳至郡南北村及び中居村を廃し、その区域をもって鳳至郡住吉村を設置する。
- 1954年（昭和29年）3月31日 鳳至郡穴水町、兜村及び住吉村を廃し、その区域をもって鳳至郡穴水町を設置する。住吉村の14大字は穴水町に継承。